# Phastos
Phastos est un personnage de fiction créé par Joe Simon et Jack Kirby et édité par Marvel Comics. Il est apparu pour la première fois en anglais dans Eternals vol.2 #1, en Octobre 1985.
Phastos fait partie des Éternels.

## Biographie fictive
L'histoire de Phastos est peu connue. Il fait partie de la troisième génération des Éternels qui décidèrent de rester sur Terre (ses propres raisons ne sont pas connues, mais on pense qu'il serait resté pour retrouver une personne ou un objet précis). Il fut le professeur de Sigmar l'Éternel.
Au cours des siècles, il eut des relations avec les humains, qui lui donnèrent différents nom : Vulcain, Héphaïstos...
Phastos est un inventeur de génie. C'est lui qui a créé la plupart des machines technologiques des Éternels. Sa base est désormais située en Allemagne, dans la vallée de la Ruhr.
Quand Sprite utilisa le Céleste Rêveur pour rendre tous les Éternels amnésiques et récrire leur vie, Phastos devint Philip Stoss, un ingénieur automobile allemand. Il fut retrouvé et 'réveillé' par Ikaris et Thena.
On le revit dans la Saga des Déviants, où il gardait avec Virako, Karkas et Ransak la Cité des Éternels. Il aida le dieu Thor à retrouver un puissant artefact destructeur, volé par Ereshkigal, et à empêcher la destruction de l'univers.
Il est technologue et fabricant d'armes. Il possède une base fixe située dans la Vallée de la Ruhr (Allemagne)

## Pouvoirs
- Phastos est un Éternel, il possède tous les pouvoirs inhérents à cette race. Il est immortel et ne craint pas les maladies. Sa capacité de guérison est extraordinaire. Il peut toutefois être tué si ses molécules sont trop dispersées.
- Sa force surhumaine lui permet de soulever près de 25 tonnes.
- Il contrôle l'énergie cosmique, ce qui lui permet de voler (à près de 900km/h), de créer des illusions, de transformer la matière et même de se téléporter.
- Il utilise un marteau spécial qui génère des rafales d'énergie inconnue.
- C'est un génie dans le domaine de la technologie, et des inventions.

## Physique
- Taille : 2 m (environ)[1]
- Poids : 186 kg
- Yeux : marron
- Cheveux : chauve (barbe noire)

## Apparitions dans d'autres médias
Il apparaît dans le film Les Éternels (2021), vingt-sixième film de l'univers cinématographique Marvel. Le personnage diffère de la version des comics et est interprété par l'acteur afro-américain Brian Tyree Henry. Il sera par ailleurs le premier personnage de l'univers cinématographique ouvertement gay.